# Anakar
Anakar (en népalais : अनकार) est un comité de développement villageois du Népal situé dans le district de Mahottari. Au recensement de 2011, il comptait 5 671 habitants.